# Divertimento for Orchestra
Divertimento for Orchestra ist eine Komposition für großes Symphonieorchester von Leonard Bernstein und entstand 1980 als Auftragskomposition für die 100-Jahr-Feier des Boston Symphony Orchestra. Bernstein hatte zuvor an der Orchesterakademie in Tanglewood teilgenommen und dem damaligen Dirigenten Sergei Kussewizki assistiert. Das Stück ist gleichsam eine Hommage an das Orchester und an die Stadt Boston, in der Bernstein aufgewachsen war.
Das Werk besteht aus acht äußerst kurzen Sätzen, durch die sich die Tonfolge H-C, auf Englisch „B-C“ für Boston Centenary (Hundertjahrfeier) zieht. Die einzelnen Sätze beinhalten eine Vielzahl von Stilen von amerikanischer Popularmusik bis zu sinfonischem Repertoire verschiedener Epochen und sind mit zahlreichen Einzel- und Gruppensoli durchsetzt. Eine Aufführung des Werks dauert etwa 15 Minuten, die Uraufführung fand am 25. September 1980 in der Boston Symphony Hall unter Seiji Ozawa statt. 1983, 1987 und 1988 nahm der Komponist noch Korrekturen an dem Werk vor.

## Sätze
- I. Sennets and Tuckets („Fanfaren“) – Allegro non troppo, ma con brio beginnt mit einem fulminanten Fortissimo und beruhigt sich bis zum Schluss nicht. Der Titel des Satzes stammt aus Regieanweisungen Shakespeares, die eine besonders deutliche Fanfare für den Auftritt einer bestimmten Figur vorschrieben. Bernstein hatte ursprünglich geplant, die in diesem Satz verwendeten Motive als Grundlage für das gesamte Werk zu verwenden.
- II. Der besonders bekannte Waltz – Allegretto, con grazia steht, sehr unüblich für einen Walzer, im 7/8-Takt. Die Idee entstammt dem Walzer in Tschaikowskis 6. Sinfonie, der im 5/4-Takt steht. Die schöne, ruhige Melodie wird nur von den Streichern, angeführt von einem Solo-Streichquartett vorgetragen.
- III. Die Mazurka – Mesto (molto moderato) steht im Wechselspiel zwischen Dur und Moll; man hört hier ganz deutlich das Seufzermotiv H–C. Es spielen nur die sechs Doppelrohrblattinstrumente und die Harfe. Der Satz enthält ein Zitat der Oboenkadenz aus Beethovens 5. Sinfonie.
- IV. Der Samba – Allegro giusto beginnt fröhlich und wird im Mittelteil immer schneller bis hin zu einem Schlusspresto.
- V. Im Turkey Trot – Allegretto, ben misurato wechseln sich ein Alla-breve-Takt und ein 3/4-Takt ab.
- VI. Sphinxes steht in einem sehr langsamen Adagio lugubre-Tempo und besteht aus lediglich 11 Takten.
- VII. Der Blues – Slow blues tempo wird nur von Blech, Klavier und teilweise notierten und laut Partitur „spontanen Interventionen“ des Schlagwerks vorgetragen. Der Satz beginnt mit wechselndem 12/8–9/8 Takt und geht über in einen 4/4-Takt.
- VIII. Der letzte Satz besteht aus 2 Teilen: In Memoriam, ein Kanon für 3 Solo-Flöten, soll an die verstorbenen Mitglieder des Boston Symphony Orchestra erinnern. Darauf folgt der March, „The BSO Forever“, in dem alle vorangegangenen Themen in einem Pasticcio nochmals erscheinen. Grundlage ist der Radetzky-Marsch. Die Partitur schreibt vor, dass sich zuerst die beiden Piccoloflötisten und später die gesamte Blechbläsergruppe für ihre Solos von ihren Plätzen erheben.

## Besetzung
Das Stück ist für großes romantisches Orchester mit umfangreichem, modernem Schlagwerk besetzt:
3 Flöten (3. auch Piccolo),  Piccolo, 2 Oboen, Englisch Horn, 2 Klarinetten in A und B, Es-Klarinette, Bassklarinette, 2 Fagotte, Kontrafagott, 4 Hörner, 3 Trompeten, 3 Posaunen, Tuba (auch Euphonium), Schlagwerk (5 Spieler: Xylophon, Vibraphon, Glockenspiel, Röhrenglocken, Triangel, große und kleine Becken, hängendes Becken, großes Tamtam, 2 „kubanische“ Kuhglocken, Holzblock, 4 Tempelblöcke, Ratsche, Maracas, Sandpapierblock, Schlagzeug, 4 kleine Trommeln, 3 Bongos, 2 Congas, große Trommel, Schellenkranz), Harfe, Klavier, Streicher.
Das Stück wird auch in einer Bearbeitung für Blasorchester von Clare Grundman aufgeführt.